# کوریموتو، چیبا
کوریموتو، چیبا (به لاتین: Kurimoto) یک منطقهٔ مسکونی در ژاپن است که در کانتو واقع شده‌است. کوریموتو ۵٬۱۷۹ نفر جمعیت دارد.